# Базиліка і монастир Сан-Франциско
Базиліка та монастир Сан-Франциско (ісп. Iglesia y Convento de San Francisco), широко відома як Ель-Сан-Франциско, є католицькою базилікою, яка стоїть в центрі історичного центру Кіто, навпроти однойменної площі. Це найстаріший і найважливіший релігійний об'єкт в Еквадорі. Будівля є найбільшим архітектурним комплексом в історичних центрах усієї Південної Америки, тому її називають «Ель-Ескоріал Нового Світу». Сан-Франциско вважається перлиною континентальної архітектури завдяки суміші різних стилів, поєднаних протягом понад 150 років будівництва. Сан-Франциско є частиною Світової спадщини ЮНЕСКО «Місто Кіто».
На його площі у три з половиною гектари було побудовано тринадцять монастирів (шість із них великої величини), три храми, великий атріум, додавши приблизно 40 000 квадратних метрів будівництва. Наразі тут проводяться численні заходи: монастирські і релігійні, суспільна допомога в галузі охорони здоров'я, зв'язку, освіти та інші популярні напрямки, які підтримують активність будівлі.
Усередині церкви є понад 3500 творів колоніального мистецтва, що презентують безліч художніх проявів та різноманітних технік, особливо тих, що відповідають Колоніальній школі мистецтв Кіто, яка народилася саме в цьому місці. Він також має францисканську бібліотеку, описану в 17 столітті як найкращу у віцекоролівстві Перу.
Комплексу передує площа Сан-Франциско, який протягом багатьох років постачала місто водою з центрального фонтану і який функціонував як популярний ринок, як місце для військових і політичних зборів, а також як місце зустрічей і соціального відпочинку. Увігнуто-опуклі сходи, що з'єднують площу з атріумом, підкреслюючи маньєристсько-бароковий фасад головної будівлі, вважаються важливими архітектурними цінностями колоніальної Америки.

## Історія
У доколумбовому Кіто нинішні землі базиліки та монастиря Сан-Франциско були зайняті королівським палацом інків Вайна Капаки, перш ніж наступ армій під командуванням іспанців з півдня та неможливість захистити місто, місцевий генерал Руміньяві наказав його повністю знищити. Під час міської пожежі палац був зруйнований і поховано під величезним кількістю уламків та сміття. Один із солдатів Руміньяві був прадідом корінного жителя Кантуньї, який, як очевидець подій, мав повне уявлення про те, що там було поховано. Будівництво базиліки і монастиря Сан-Франциско почалося приблизно в 1537 році, всього через три роки після заснування міста іспанцями, із завершенням будівництва тимчасової церкви, яка проіснувала до 1550 року, коли почалося будівництво цього будинку, яке було завершено близько 1680 року. Хоча будівлю було офіційно відкрито в 1705 році.

### Сюжети
Завдяки підтримці Європейської францисканської конгрегації, священнослужителі Гента Ходоко Ріке та Педро Ґоссеаль, які були двоюрідними братами Карла V, імператора Священної Римської імперії, прибули до міста через два роки після його заснування, зуміли придбати деякі ділянки на південно-західній стороні Пласа-Майор де Кіто, у тому самому місці, де колись були військові резиденції керівників імперських військ: Чалкучіма і кіскіс. Іншими словами, це місце мало величезне історичне та стратегічне значення для корінного населення, яке францисканці хотіли благовістити. Теза про те, що це місце є центром культур інків і каранкі, було підтверджено після археологічних досліджень, проведених у базиліці з нагоди її реконструкції, між 1983 і 1990 роками, в яких були знайдені важливі керамічні предмети, що належать до доколумбової культури (а також панзалеї) під навою, монастирями, фруктовим садом, атріумом і площею.
Кабільдо нещодавно створеного міста Сан-Франциско-де-Кіто, згідно з фізичним упорядкуванням міста, спочатку призначив францисканцям ділянку землі, еквівалентну двом кварталам, кожен завдовжки 220 футів. Однак у 1538 році, після послідовних судових рішень одного й того ж Кабільдо, була досягнута площу понад трьох гектарів. У 1533 році його межі, як на півночі, так і на півдні, збігалися з межами Пласа-де-Сан-Франциско, так що ділянка була звернена до Пласа, не виходячи за жоден з її боків (на заході вона мала доходити до корістадо).
Коли в 1537 році монах Ходоко Ріке попросив Кабільдо передати, з одного боку, частину землі для корінних народів янакуна, які обслуговували Базиліку, а з іншого боку, ще одну ділянку землі для неї, яка виведена від корістадо до поточної вулиці Імбабура. У 1538 р. ділянку було розширено на північ; тобто від головного монастиря до нинішніх залежних від поліції. З цієї нагоди монах Педро Ґоссеал попросив «панів Кабільдо надати йому ділянку землі для саду, щоб розмістити його в будинку Сан-Франциско, тому що він робить поворот землі і тому, що йде прямо». Вулиця зі сходу на захід, яка зберігала ритм шахової сітки та продовження нинішньої вулиці Сукре, розділяла монастир від саду. Ця вулиця повинна була остаточно закрита в середині 17 століття через будівництво двох монастирів, що примикають до головного монастиря.

### Будівництво
"Все, що я вклав у ці церкву і у вежі, які виділяються в місті, я повинен побачити їх звідси (з Мадрида)"— — це був перший вислів Карла V, імператора Священної Римської Імперії, короля Іспанії, що говорить про монастирсько-клерикальний комплекс Сан-Франциско, який будувався в новому місті Кіто, на землях Нового Світу. Відразу після цього він дуже гордим тоном вимовив знамениту фразу про те, що в його імперіях ніколи не заходить сонце.

#### Перша фаза
Цей період охоплює період п'ятнадцять років: між 1535 роком, з будівництвом церкви та тимчасової резиденції релігійного; між 1551 і 1575 роками було піднято костел, фасад і атріум; і середини 1650-х років, із будівництвом майже десятка вівтарів, що примикають до головного. Цей період вважається найважливішим періодом будівництва комплексу.
Невідомо, хто намалював оригінальні плани комплексу, найбільш прийнятною гіпотезою є те, що вони були надіслані з Іспанії на основі топографічного дослідження Ріке та Ґоссела. Можна також цілком припустити, що архітектори приїхали з Іспанії для будівництва францисканського монастиря, архітектори, які, практично знаючи землю, знали, як скористатися її нахилом, для проектування та виконання цієї чудової сходинки та прекрасного парапету, на якому відображається художній і суворий фасад церкви. Хоча є й ті, хто підтримує теорію про те, що саме Ріке і Госсел зробили всю роботу від початку до кінця.

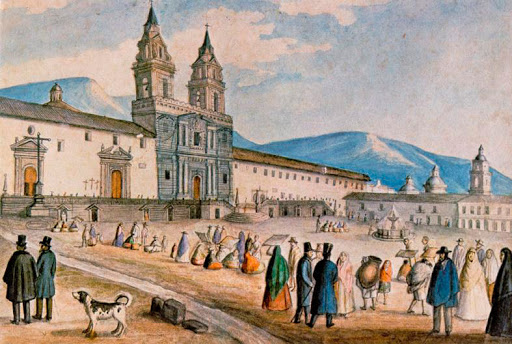
Базиліка Сан-Франциско в 1840 році Хуана Агустіна Герреро, до землетрусу 1868 року, який зруйнував її шпилі.

Однак ім'я ченця Антоніо Родрігеса, уродженця Кіто і великого архітектора, який процвітав у середині 17 століття, як автора більшій частині базиліки і ще однієї перлини колоніальної архітектури Кіто, збереглося: Церква Санта-Клара. Серед паперів в архіві монастиря також є рукописні мемуари 1632 року, в яких йдеться про Германа де Алемана, Хорхе де ла Круза та його сина Франциско, які працювали на будівництві базиліки протягом першого періоду, тобто монаха Йодоко Ріке; за чиї послуги він дав їм, за згодою з кабільдо, частину землі від каменоломень до Пічінчі. У згаданій Пам'яті зазначено деякі з робіт, які виконували ці робітники: «(…) для оплати будівництва цієї церкви, головної каплиці та хору Сан-Франциско, оскільки монастир не має чим їм заплатити, їм надається законне володіння ділянками над кар'єрами та в напрямку гори Пічинча(…)».

#### Друга фаза

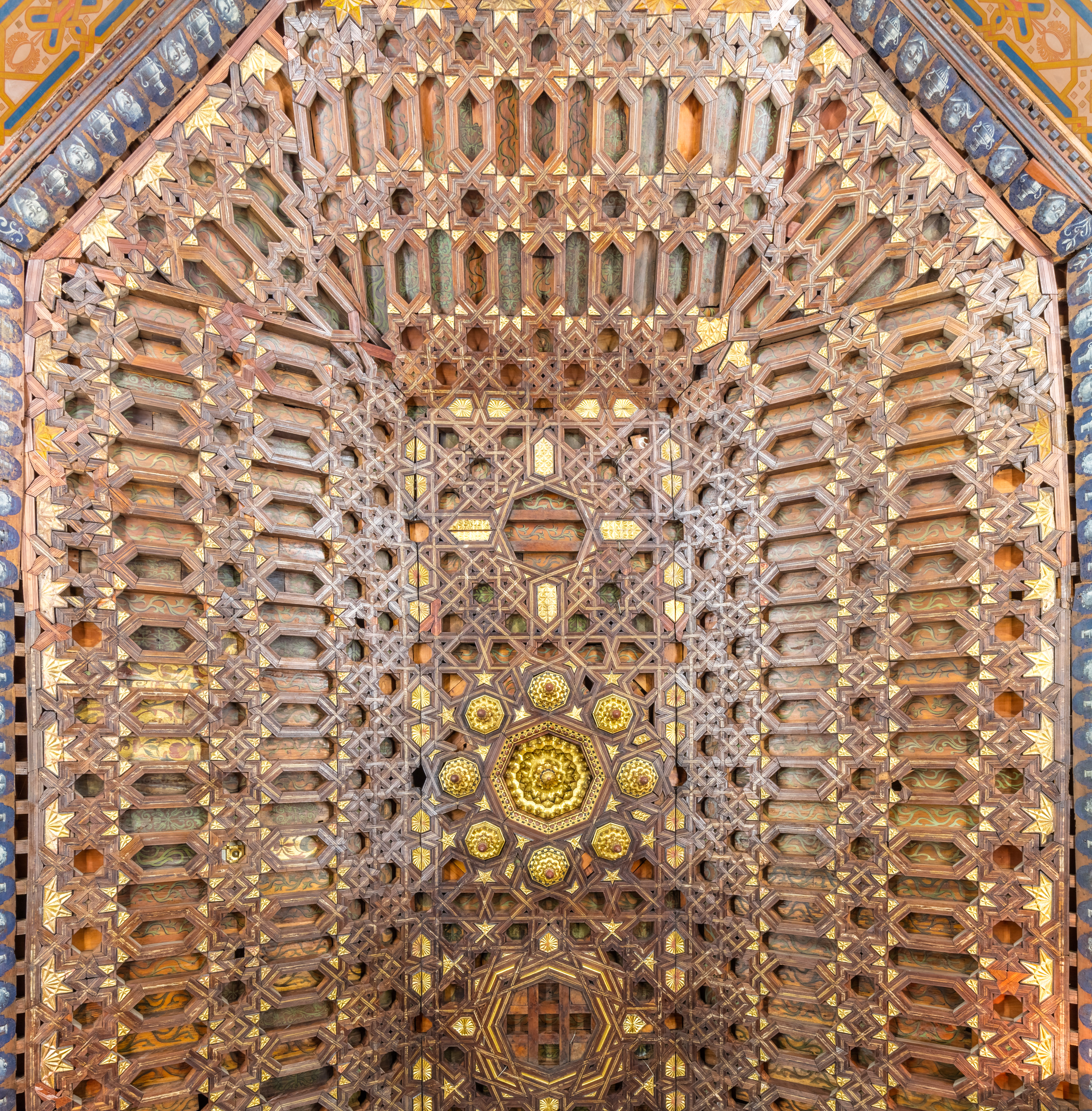
Збережений мудехар артесонадо XVI століття в перехресті та хорі.

Він відповідає внутрішньому оздобленню та незначним архітектурним доповненням і охоплює період між 1651 1755 роками. У ці роки підйом і консолідація Ордену знайшли відображення в збільшенні мистецького активу Максимумського монастиря (ця церква). Однак його пишність серйозно постраждала в результаті землетрусу 1755 року, який, серед іншого, частково зруйнував стелю Мудехар артесонадо в головній наві церкви. Мудехарський артесонадо 16-го століття зберігся в перехресті та в хоровому нефі.

### Реставрації та адаптації
І храм, і каплиці, і різні криті приміщення монастиря зазнали різні зміни з середини 18 століття, особливо через землетруси, з якими йому довелося зіткнутися. Ці етапи можна розглядати в рамках процесу будівництва.

#### Третя фаза

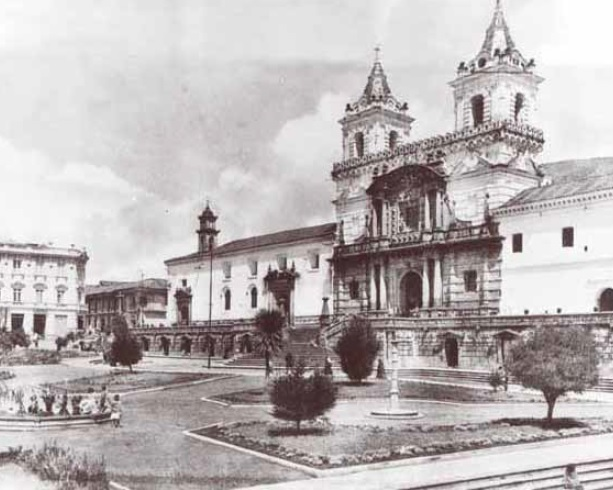
Базиліка Сан-Франциско в 1920 році.

Це відповідає періоду архітектурної реконструкції, який стався між 1756 і 1809 роками. Незважаючи на секуляризацію доктрин, яка спричинила значне зменшення фондів провінції Кіто, францисканці присвятили величезні зусилля відбудові конвентуальних територій. У зв'язку з цим відбулося естетичне переосмислення інтер'єру костелу шляхом розміщення барокової кесонної стелі в головній наві, що не порушувало естетичної гармонії всього комплексу.

#### Четверта фаза
Цей етап відповідає інституційній кризі францисканського ордену та подальшому винищенню приміщень, які постраждали в базиліці між 1810 і 1894 роками. У ці роки Орден пережив глибоку кризу цінностей; францисканці були змушені поступитися великими площами монастиря Максимум, що призвело до їхнього функціонального руйнування. Проте на територіях, які залишилися під їхнім контролем, зберігаються традиційні форми організації.

#### Сучасна фаза
Із 1895 по 1960 рік було вироблено нове використання приміщень, і в комплекс прийшла сучасність. Незважаючи на те, що Сан-Франциско незмінно зберіг свою фізичну структуру, на цьому етапі відбулися зміни, пов'язані із застосуванням і використанням нових будівельних технологій і матеріалів під час втручань. Завдяки модернізації міської інфраструктури міста монастир був електрифікований, з'явилися питна вода, каналізація та телефонний зв'язок.
З іншого боку, з появою нових об'єктів (музей, друкарня, театр, радіо, приватний навчальний заклад) відбулася функціональна перебудова його просторової структури, яка поступово ставала все більш публічною.

## Архітектура
Якщо провести конкретний аналіз його архітектурного оточення, то можна відзначити, що в Сан-Франциско збереглася класична типологія середньовічних монастирів. У цьому просторовий розподіл починався від церкви, її провідної осі, а звідти відкривалися галереї монастиря, де зазвичай розташовувалися келії, трапезна, будинок капітула, підвал і вітальня. Остаточною формою був чотирикутний двір із відповідними чотирма галереями: допоміжні, головні з них, для позначення відповідної галереї: галерея капітулу, галерея трапезної, галерея навернених, галерея мандату.
Церква, у випадку Сан-Франциско, також є центром цього ордену. Починаючи з нього, проектуються чотири галереї монастиря, всі однакового розміру, в яких збереглися принаймні два елементи монастирів середньовіччя: трапезна і спальня. Однак жодна галерея не була приписана капітулу, якого ніколи не існувало в Сан-Франциско. Однак жодна галерея не була закріплена за будинком капітула, якого ніколи не існувало в Сан-Франциско. Однак, насправді, неможливо точно знати, які ще кімнати були розподілені по чотирьох ізольованих відсіках і де вони були розташовані, проте, за словами фраєра Фернандо де Козара, пізніше (1647) в монастирі була Кімната Профундіса, Трапезна, Бібліотека поруч із класами мистецтва та богослов'я, Брамня та невелика церква з ризницею. Прилегла галерея костелу, мандат, відповідно до давніх норм просторової організації мала бути лави для читання.
Але в рівній мірі складна мережа залежностей, організована в його інтер'єрі, відтворювала його власний самодостатній мікрокосм, подібний середньовічного монастиря. Як і в цих, у Сан-Франциско, крім основних залежностей, у нас є ті, що присвячені охороні здоров'я, освіті, торгівлі, саду та навіть в'язниці (для підтримки суворої монастирської дисципліни). У Службовій обителі діяли кухня, медсестра та аптека.

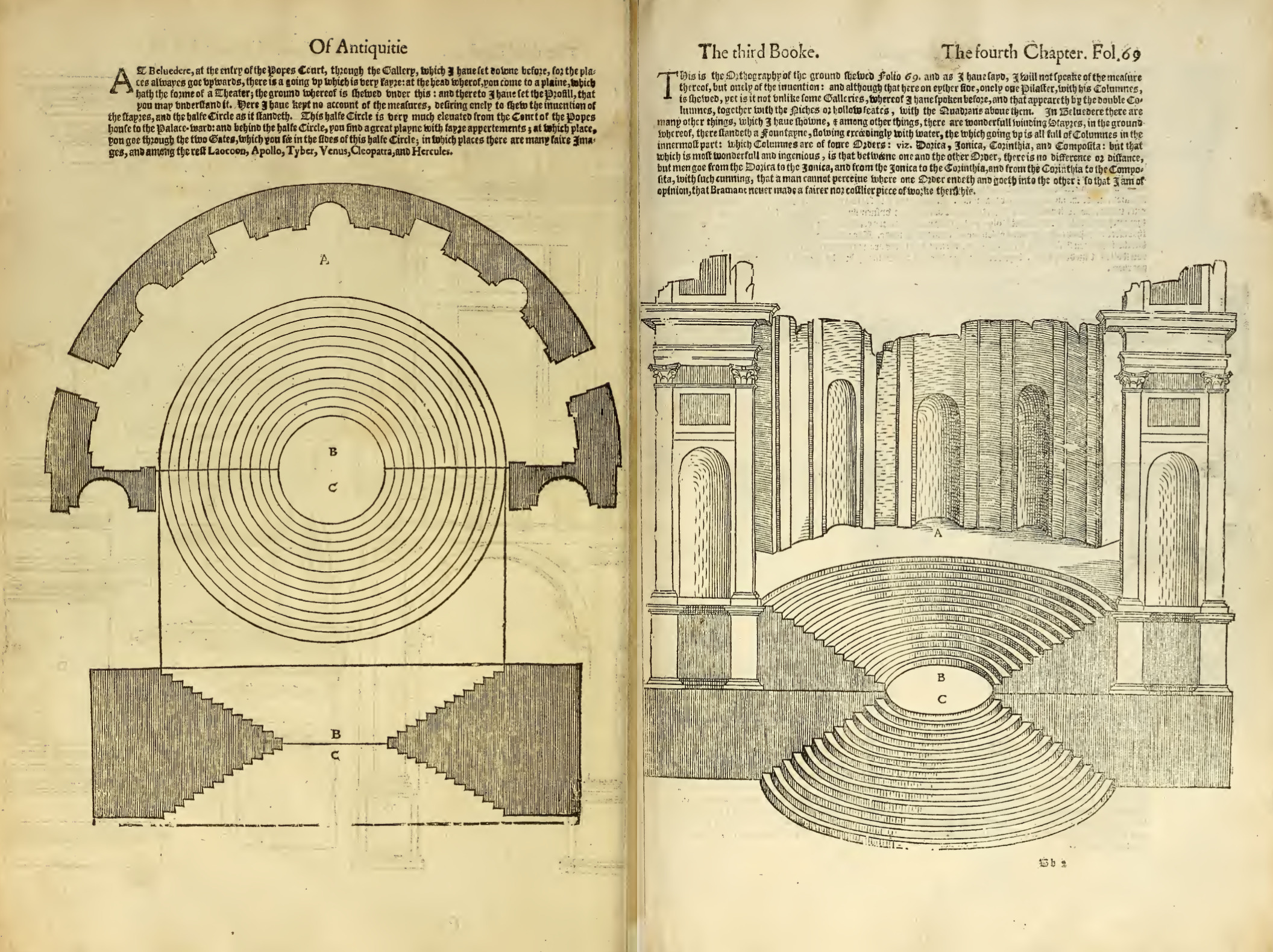
Дизайн сходів Браманте увігнуто-опуклий для його проекту Двір Бельведер. В англійському перекладі трактату Себастьяно Серліо про архітектуру 1611 року.

Архітектурний комплекс Сан-Франциско-де-Кіто був обов'язково пов'язаний з його міським середовищем. Є три простори, які визначають відносини із зовнішнім світом:
- Площа, яка була суто міським простором, ідеально розмежована, яка з'єднувала релігійних і цивільних через різні види діяльності (тяньгуес, доктрина, ринок, водопостачання).
- Атріум, який, не припиняючи виконувати міські функції, мав набагато більше сакральних характеристик, ніж площа. Тут, принаймні протягом 16-17 століть, було місце поховання простого народу. Цьому простору передують наполовину увігнуті та наполовину опуклі сходи, натхненні проектом Браманте,[4][7][8] який можна знайти в іспанських перекладах «Tercero y cuarto libro de arquitectura» Себастьяно Серліо.[7] Весь атріум складається з каменю андезиту, видобутого з кар'єру вулкана Пічинча.[4]
- Костел і каплиці, які були власне священними місцями.
- Головний монастир/подвір'я було побудоване між 1573 і 1581 рр.[2] Він має дві галереї: нижню зі скошеними арками в мудехарському стилі на доричних колонах і верхню з сегментними або корзинчатими арками.

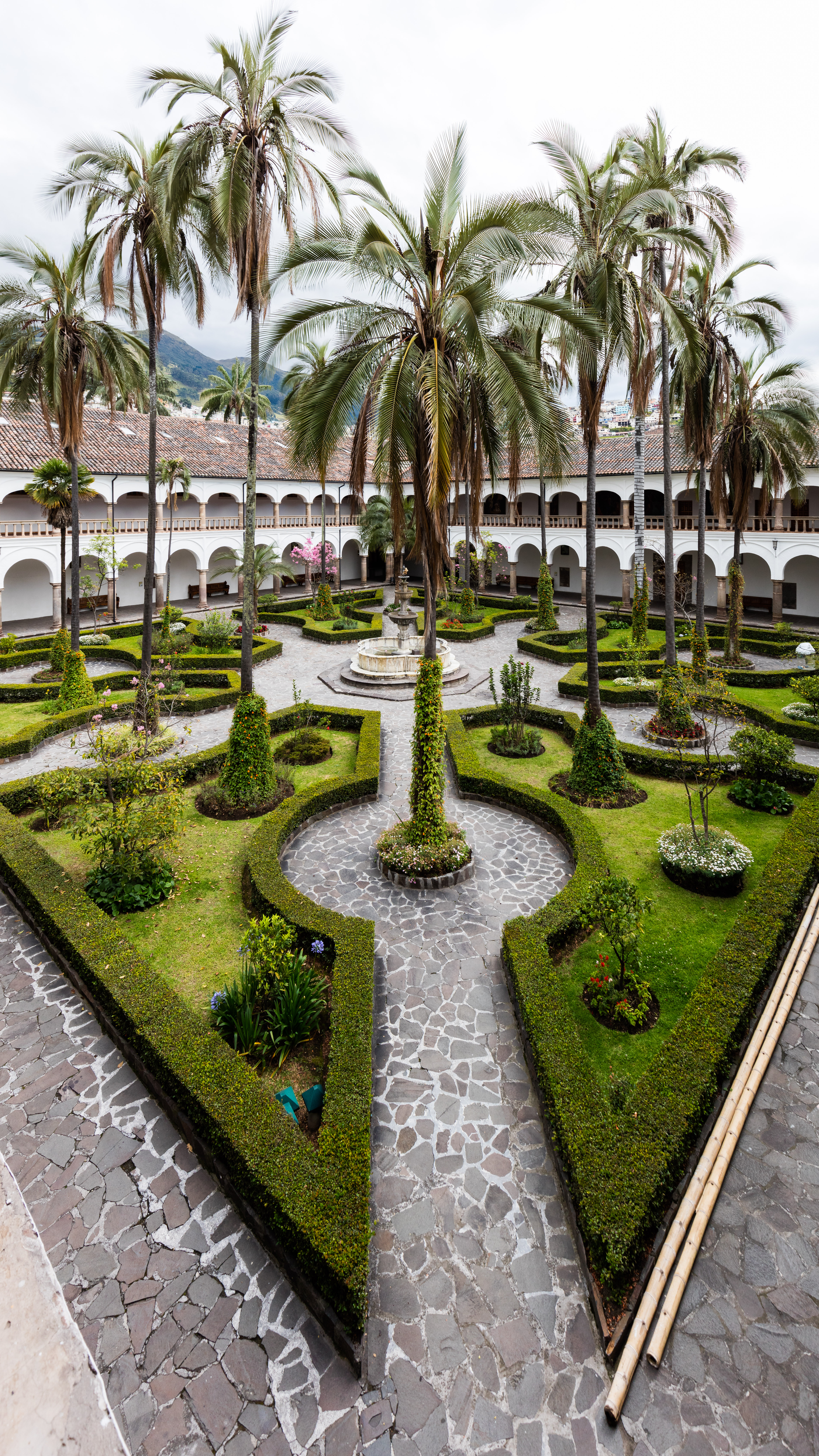
Головне подвір'я
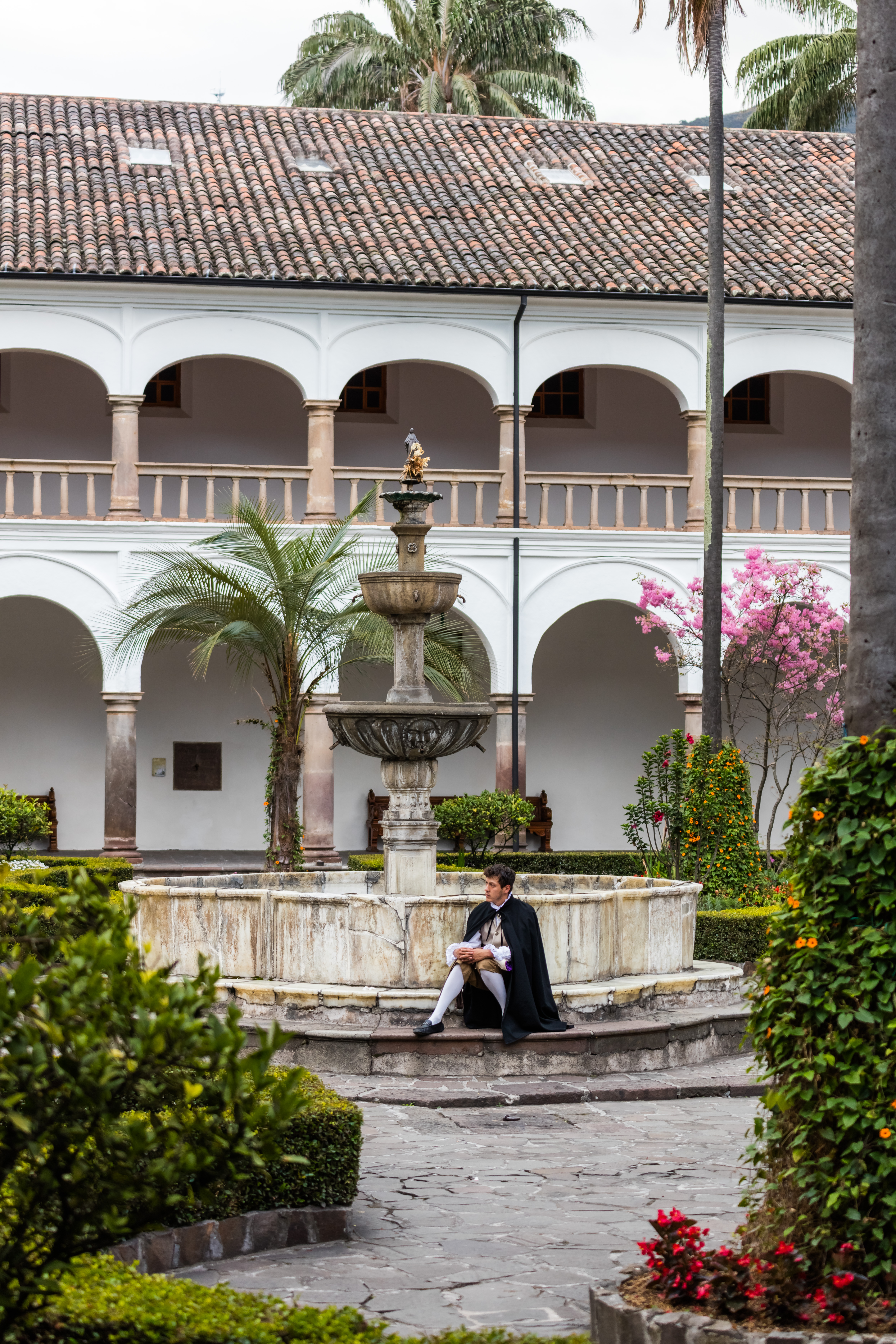
Колоніальний фонтан

### Стиль
Початкові плани базиліки зазнавали різноманітних змін протягом майже 150 років її будівництва. Багато разів ці зміни були «насильницькими та помилковими» через пошкодження від землетрусу та еволюцію мистецтва та культури, щоб нарешті досягти майже еклектичної форми, яку ми знаємо сьогодні. Ось чому Сан-Франциско є однією з найбільш важливих будівель колоніальної іспано-американської архітектури.
Фасад базиліки відображає ранню наявність і вперше в Південній Америці елементів маньєризму, що зробило її точкою відліку для цього стилю на континенті. Ренесансна суворість і зовнішній маньєризм контрастують із внутрішнім оздобленням церкви, в якому стилі мудехар і бароко змішані із сусальним золотом, що надає незвичайної пишноти.
У своїх трьох нефах Сан-Франциско відкриває стелі мудехарського мистецтва, щедро прикрашені вівтарі та колони різних стилів. У хорі мудехарське оздоблення, оригінальне з кінця 16-го століття, залишається недоторканим, тому що центральна нава зруйнувалася під час землетрусу та була замінена бароковою кесонною стелею в 1770 році. Стелі в стилі мудехар в торцях, бароко в центральному нефі, вівтарі з зображеннями маскаронів і херувимів, що дивляться на центр Великого вівтаря.

Комплекс завершується жіночим монастирем, в якому виділяється архітектурна краса головного монастиря, розташованого навколо величезного внутрішнього подвір'я, у двох галереях, що накладаються одна на одну.

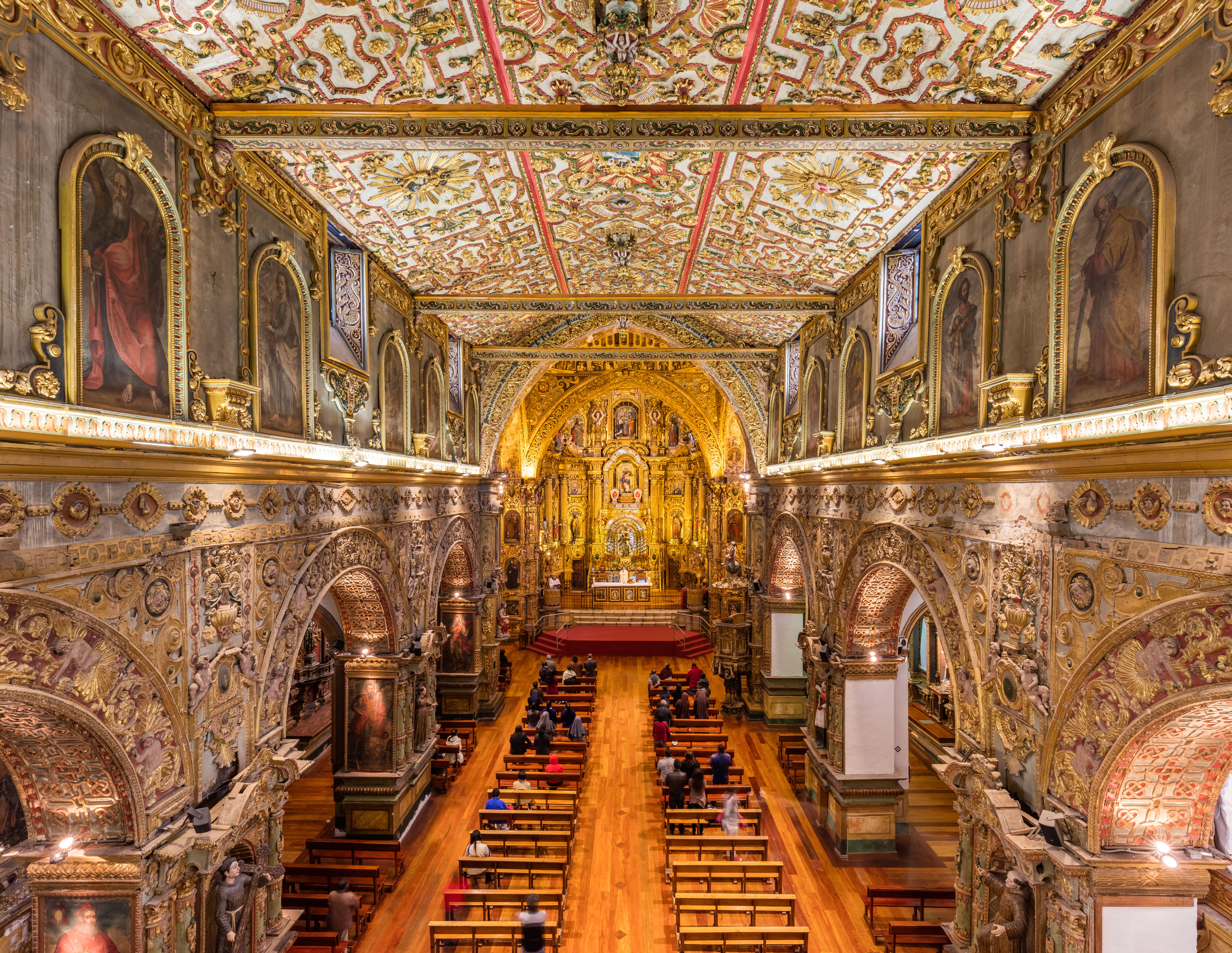
Інтер'єр
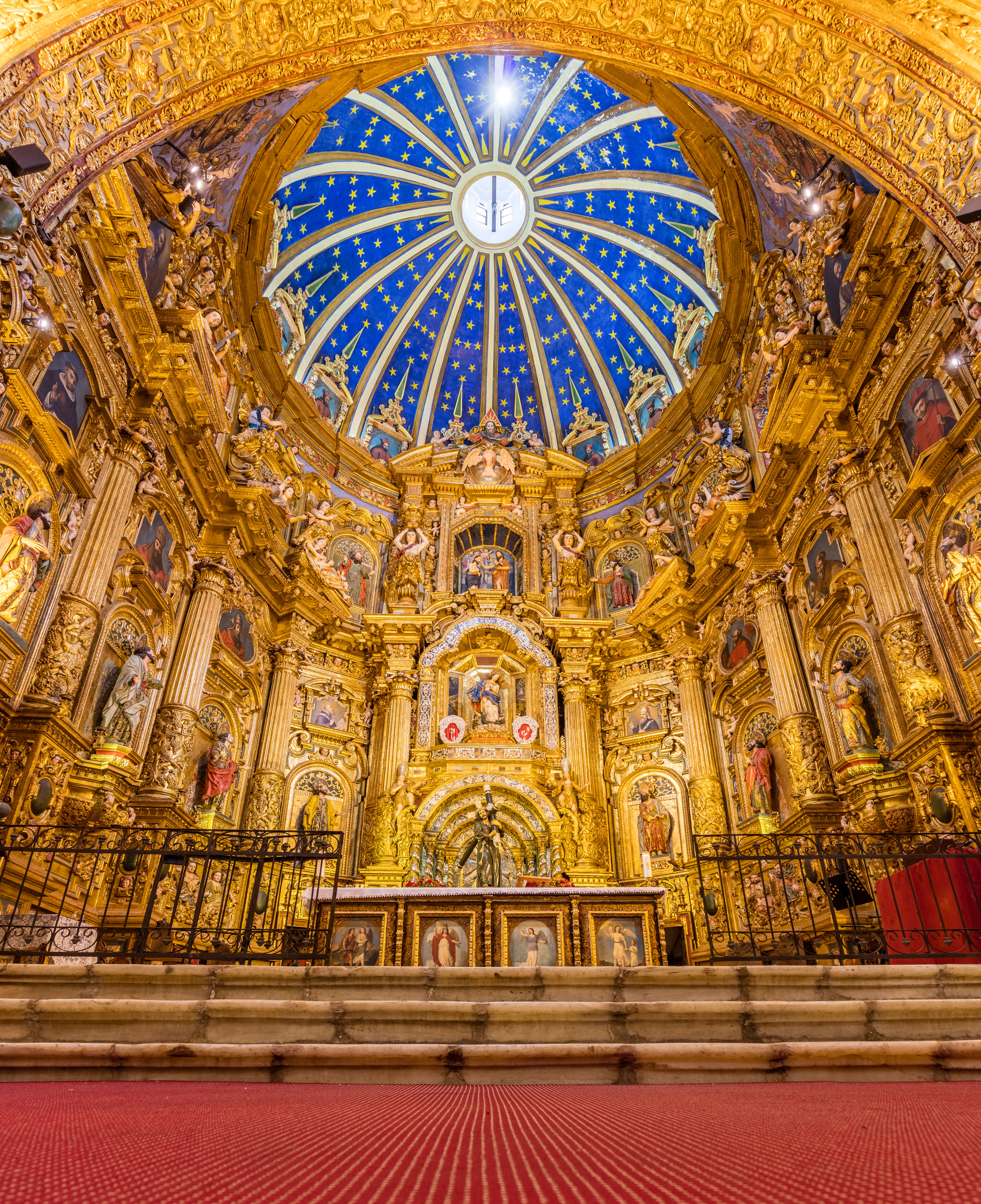
Головний вівтар костелу.
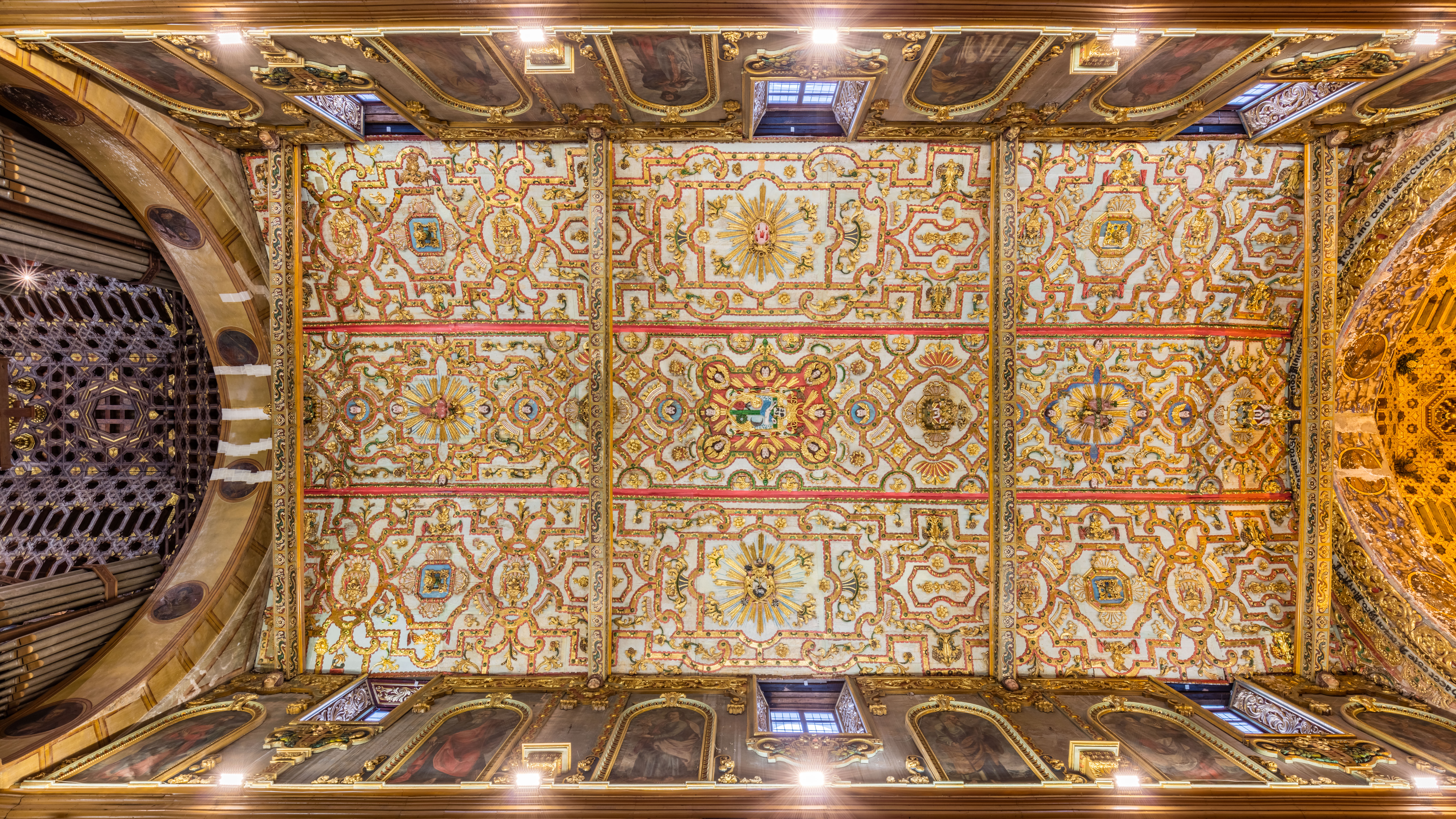
Деталь стелі.
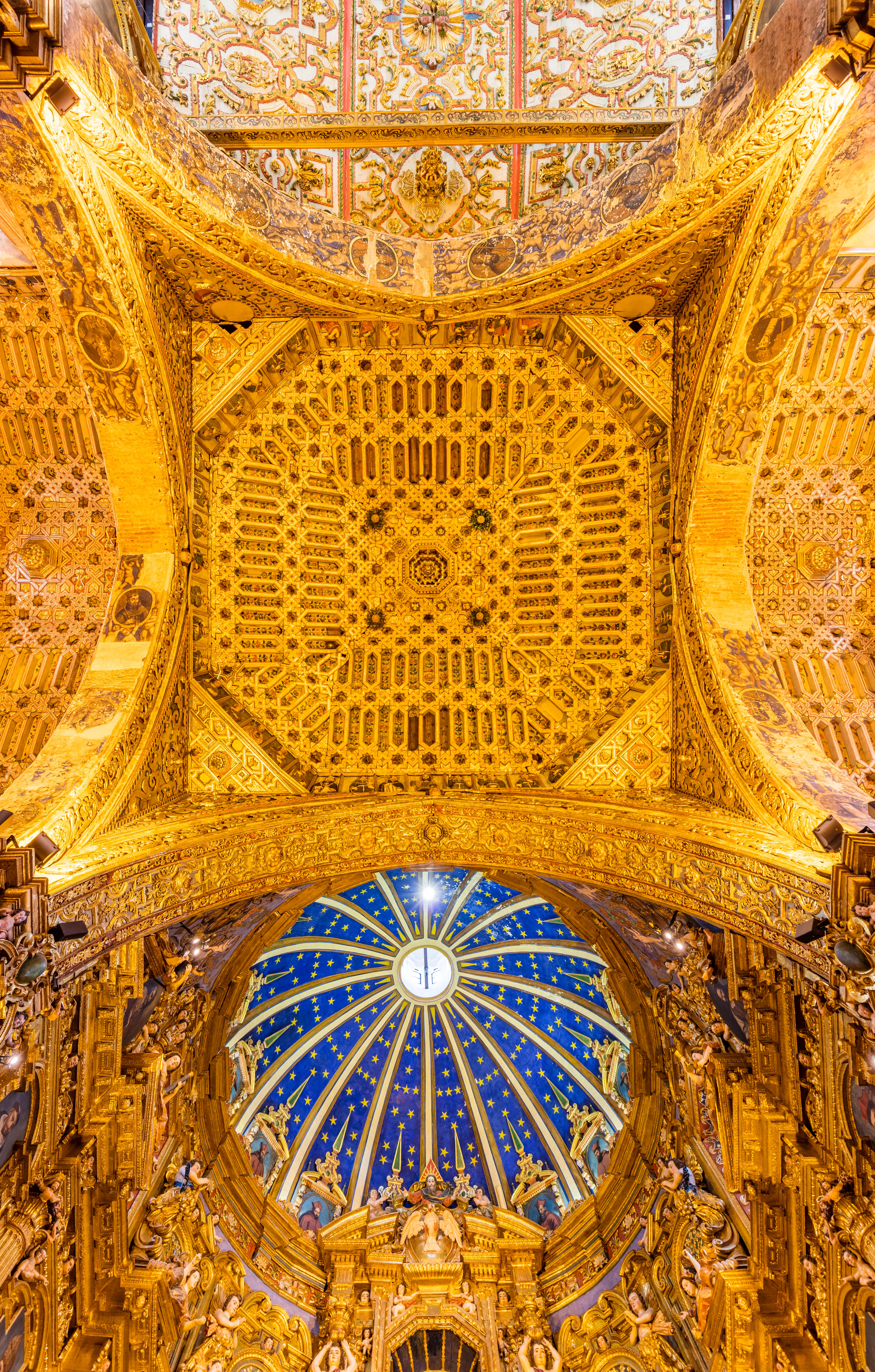
Вид зсередини на куполи церкви.
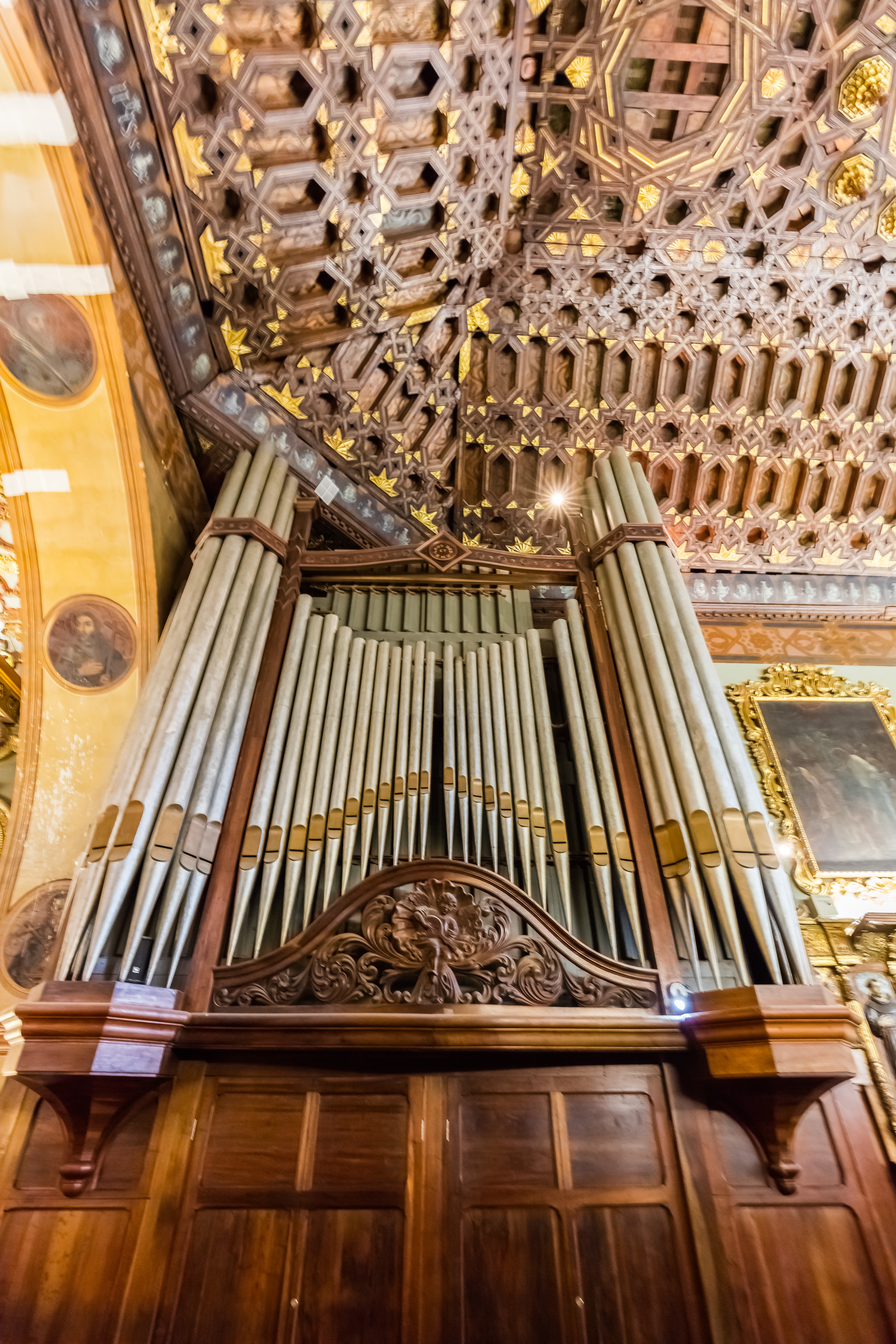
Вид ззаду органу.

### Каплиця Вілласіса
Найвидатнішим випадком у другій половині 17-го століття був випадок дона Франциско де Вілласіса, який 6 листопада 1659 року заснував капеланство десятьма тисячами песо, переписними податками на його майно та особливо на Асієнда Гуачала, розташовану в долині Каямбе, ставши його покровителем. Після його смерті каплиця мала перейти до його законних дітей, а якщо цього не вдалося, до рідних, яких він мав, і оскільки не було прямих спадкоємців, він призначив своїм наступником свого брата Хуана де Вілласіса. Оскільки було встановлено, що витрати з прикрашання каплиці візьме на себе її покровитель, вони були покладені на китонского ченця Антоніо Родрігеса.
У 1939 році монахи мали труднощі з деякими спадкоємцями Франсіско де Вілласіса, які заявили права на каплицю. Особливо про склеп, який належав їм і який монастир передав приблизно шість років тому пану Пасіфіко Чірібога-і-Борха, вважаючи, що не було спадкоємців із правом на це приміщення. Покровителі каплиці втратили свої права, не прийнявши контракт, за яким їм пропонували старий склеп позаду ризниці, де були поховані монахи, в обмін на сплату десяти тисяч сукре готівкою. Таким чином, в 1947 році, в рамках загального процесу Ордена, щоб оцінити його художні скарби, громада взялася за ремонт і облаштування цього приміщення. 26 жовтня цього року його освятили, присвятивши його Пресвятому Серцю.

### Каплиця Пілар Сарагоси
Каплиця Санта-Марта, дель Комульгаторіо або дель Сантісімо, у лівому кінці головного вівтаря, була присвячена з другої половини 18-го століття культу образу Пресвятої Богородиці Пілар Сарагоси, привезеного з Іспанії монахом Хосе де Вілламар Мальдонадо, точної копії роботи скульптора Педро де Мена. У 1671 році було засновано братство, а три роки потому його братам було передано старе сховище Терціарного ордена. Очевидно, це діяло до середини ХІХ ст., зареєструвавши останніх братів у 1848 році.

### Каплиця Кантунья

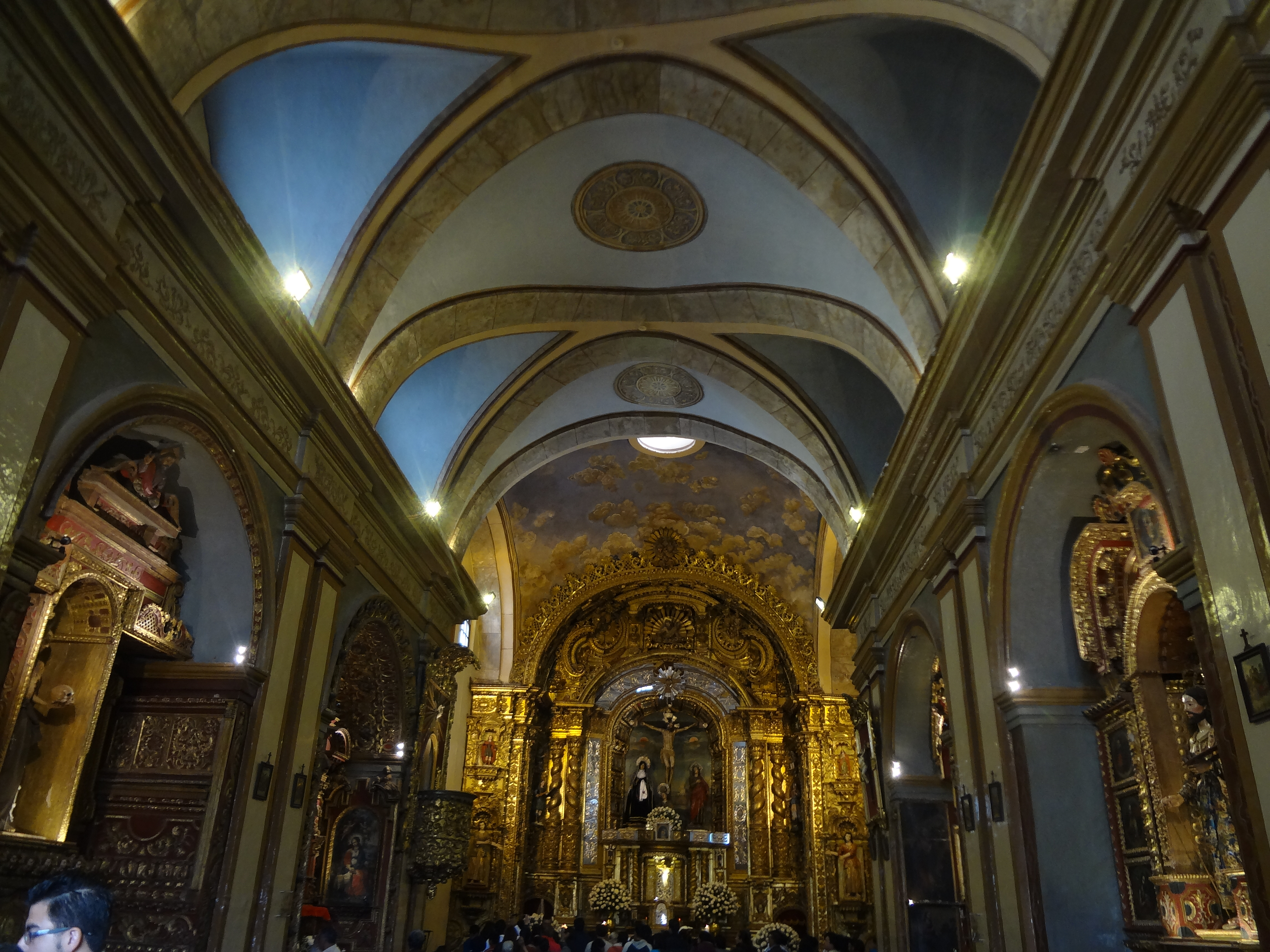
Інтер'єр каплиці Кантунья.

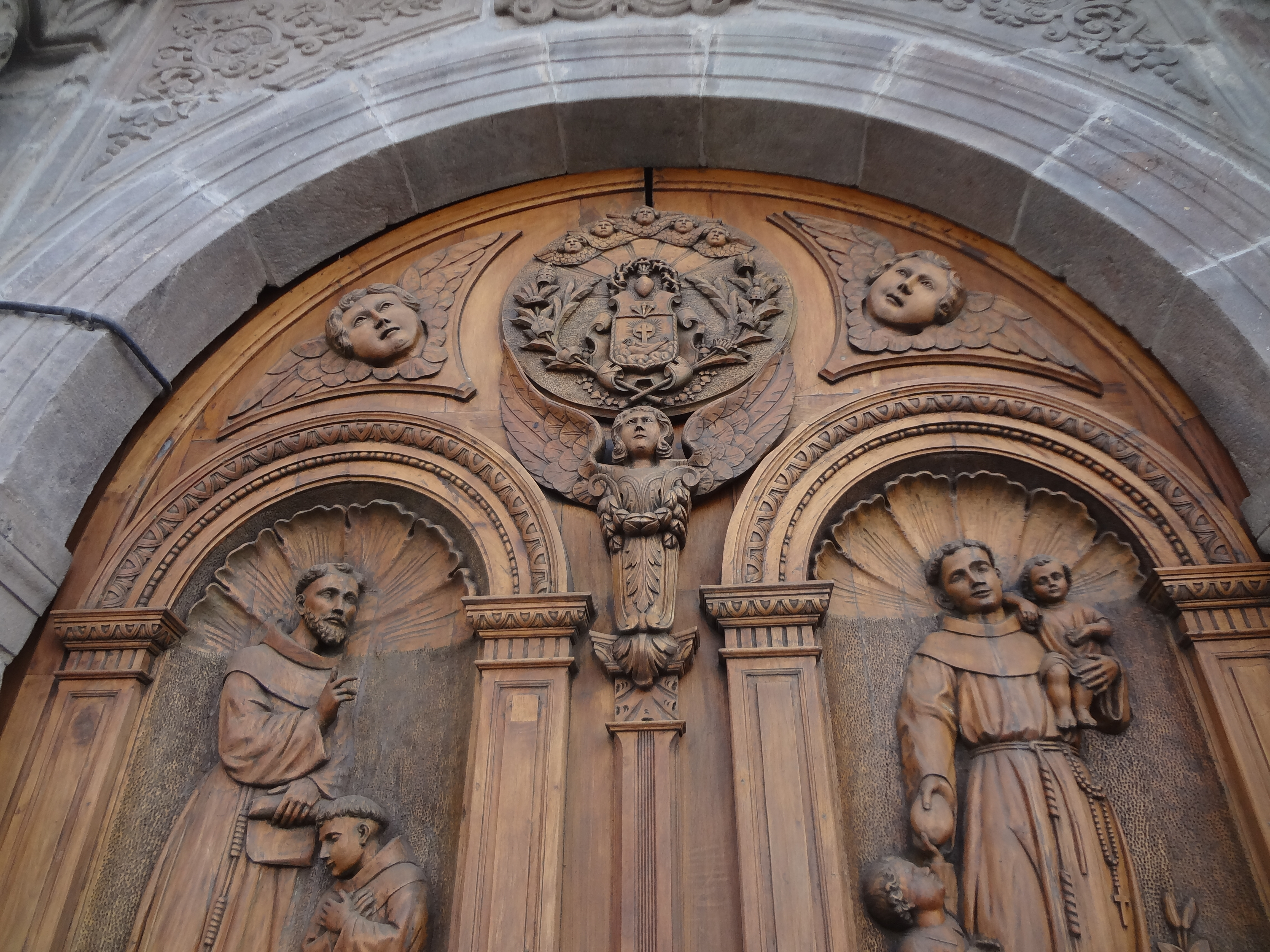
Вхідні двері до каплиці Кантуньї.

Спочатку вона називалася каплицею la Cofradía de la Veracruz de Naturales15, це одна з бічних каплиць монастиря, розташована в південній частині атріуму, і яка присвячена шануванню Матері Божої Скорботної та святого євангеліста Луки.
Вона була передана францисканцями Братству Veracruz de Naturales, що складається з найкваліфікованіших місцевих скульпторів і художників міста Кіто, які негайно почали її будівництво в 1581 році. Наприкінці 17 століття вона була передана Третьому францисканському ордену та Братству Ла Вірхен де лос Долорес. Братства Веракруса були захоплені перетворенням каплиці в справжній релікварій з унікальними коштовностями, тому колекція творів мистецтва, яка зберігалася в ній з моменту її заснування, включаючи олійні картини, фрески та скульптури, дали їй славу як одній із найвишуканіших на американському континенті, а еквадорці того часу назвали її «Сикстинська капела Америки».
Братство Веракрус де Натуралес поставило на престол головного вівтаря прекрасну скульптуру Святого Євангеліста Луки, вирізьблену отцем Карлосом, яка вважається однією з найкрасивіших із поліхромного дерева, яку дала образність Колоніальної школи мистецтв Кіто, і яку все ще можна побачити на її вівтарі. Однак до 1763 року корінні жителі вже втратили всі права, і послідовними указами було виділено місце для культу Богоматері Скорботи, святої покровительки братства художників і скульпторів, але це були білі та метиси, які з часом набули більшого престижу.
Згідно з легендою, зібраною протоісториком королівства Кіто, отцем Хуаном де Веласко, Кантунья був сином Уальки, який допоміг Руміньяві сховати скарби Кіто, щоб звільнити їх від іспанської жадібності. Одного разу його закликали відкрити таємницю благ, які він щедро витрачав, незважаючи на те, що був лише корінним жителем, Кантунья сказав, що він уклав угоду з дияволом. Можливо, щоб спокутувати свою провину перед таким договором, Кантунья витратив багато грошей зі своєї кишені, щоб закінчити будівництво каплиці, яка з тих пір названа його ім'ям.
З естетичної точки зору капела Кантунья — це невелика церква з одним склепінчастим нефом, виступаючими ребрами та люнетами. На пресбітерії, який утворює єдине тіло з навою, спирається купол з ліхтарем, через який фільтрується світло, що заповнює весь простір. У її тильній частині розташована захристія, а при вході в наву — невеликий хор, на який можна потрапити сходами, розташованих праворуч від входу в каплицю. Зіткнувшись із структурною простотою, у Кантуньї очевидна амбівалентність між просторовою організацією та оздобленням, яка, як і в головній церкві, зазнала глибоких трансформацій протягом 18 століття. Вівтарна частина головного вівтаря разом з амвоном є найцікавішим декоративним елементом простору. Його фабрика, яку приписують Бернардо де Легарді, пов'язана з величезним престижем, досягнутим Братством Ла Вірхен де лос Долорес у другій половині 18 століття. У цьому характерному бароковому вівтарному образі помітна явна перевага декоративних елементів над зображеннями. Її доповнює чудова Голгофська група (частиною якої є Скорботна Богоматір), розміщена в її центральній ніші, також приписувана майстру. Легарда вирізав колони, панелі, фриз, карниз, арку, навершя і десятки вишуканих елементів декору. Ніші і полиці повні прекрасних скульптур, які також належать йому. Він остаточно завершив ансамбль, надавши центральній ніші раму з дзеркал і срібла.

У капелі Кантуньї також зберігаються твори Каспікари, в тому числі один із його шедеврів: «Відбиток ран святого Франциска», гармонійна група, сповнена побожних почуттів, кульмінацією якої є чудовий вираз святого, загубленого в болю та осяянні. Не менш вражаючим є статуя святого Петра з Алькантари, яку тривалий час помилково приписували отцю Карлосу.

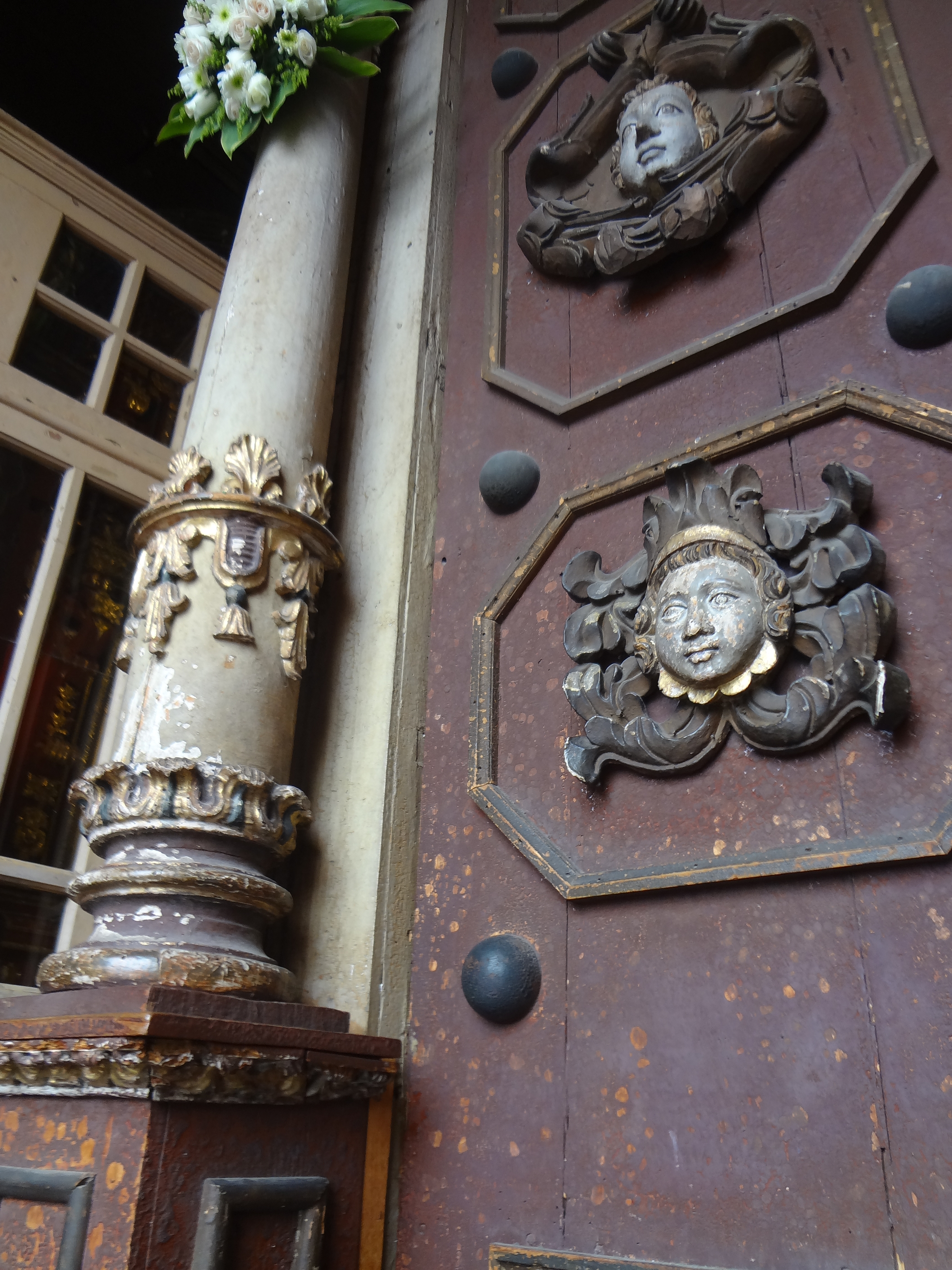
Міжкімнатні двері колоніального ручного різьблення
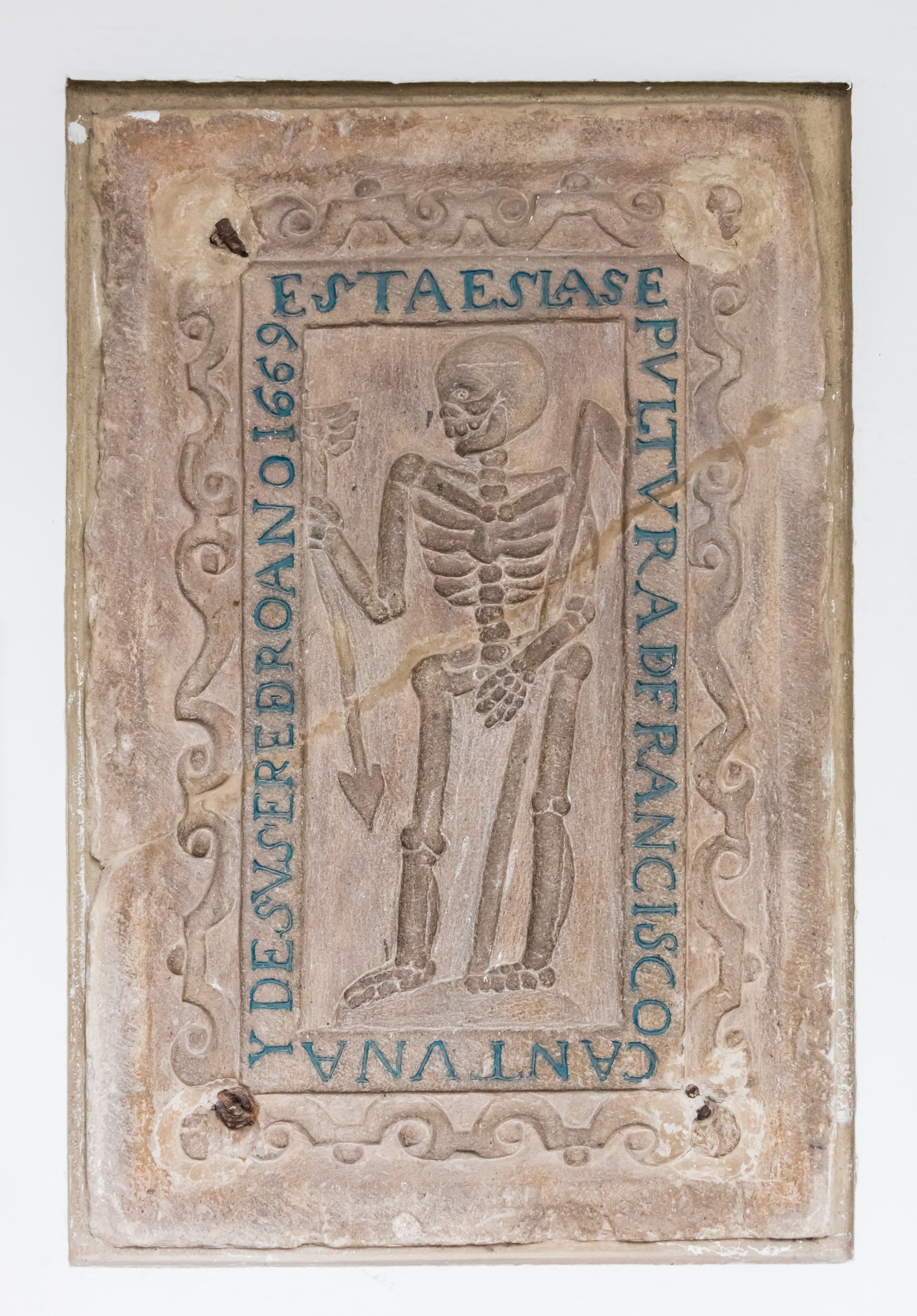
Гробниця Франсіско Кантуньї та його спадкоємців у музеї базиліки.

## Твори мистецтва

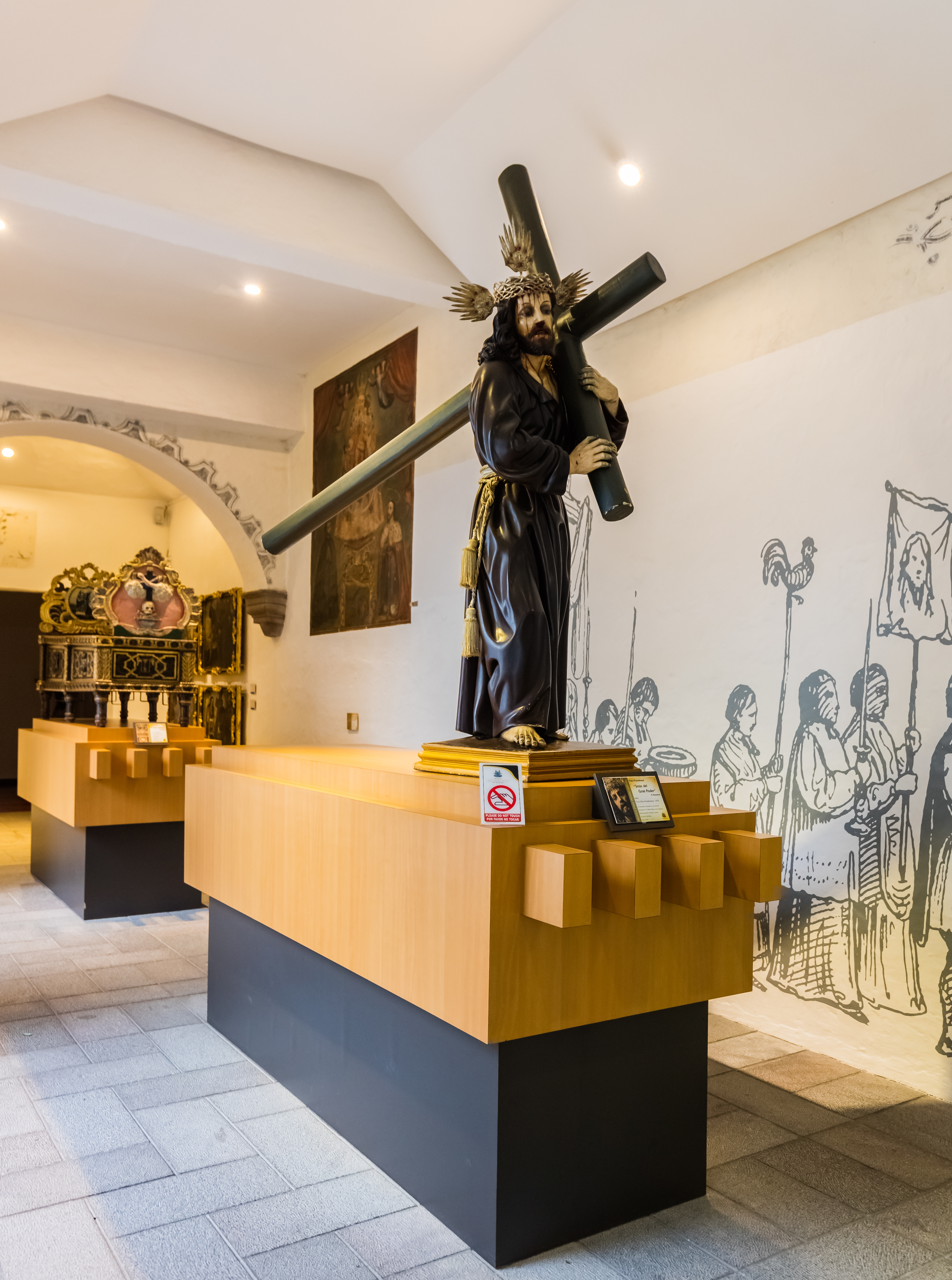
Хесус дель Гран Подер, у музеї базиліки.

Будучи колискою знаменитої колоніальної школи мистецтв Кіто, яка побачила народження та розвиток у її стінах, комплекс Сан-Франциско, без сумніву, є найбільшою галереєю цього мистецького руху. Тут налічується понад 3500 предметів, які охоплюють період між 16 і 18 століть.

### Скульптура

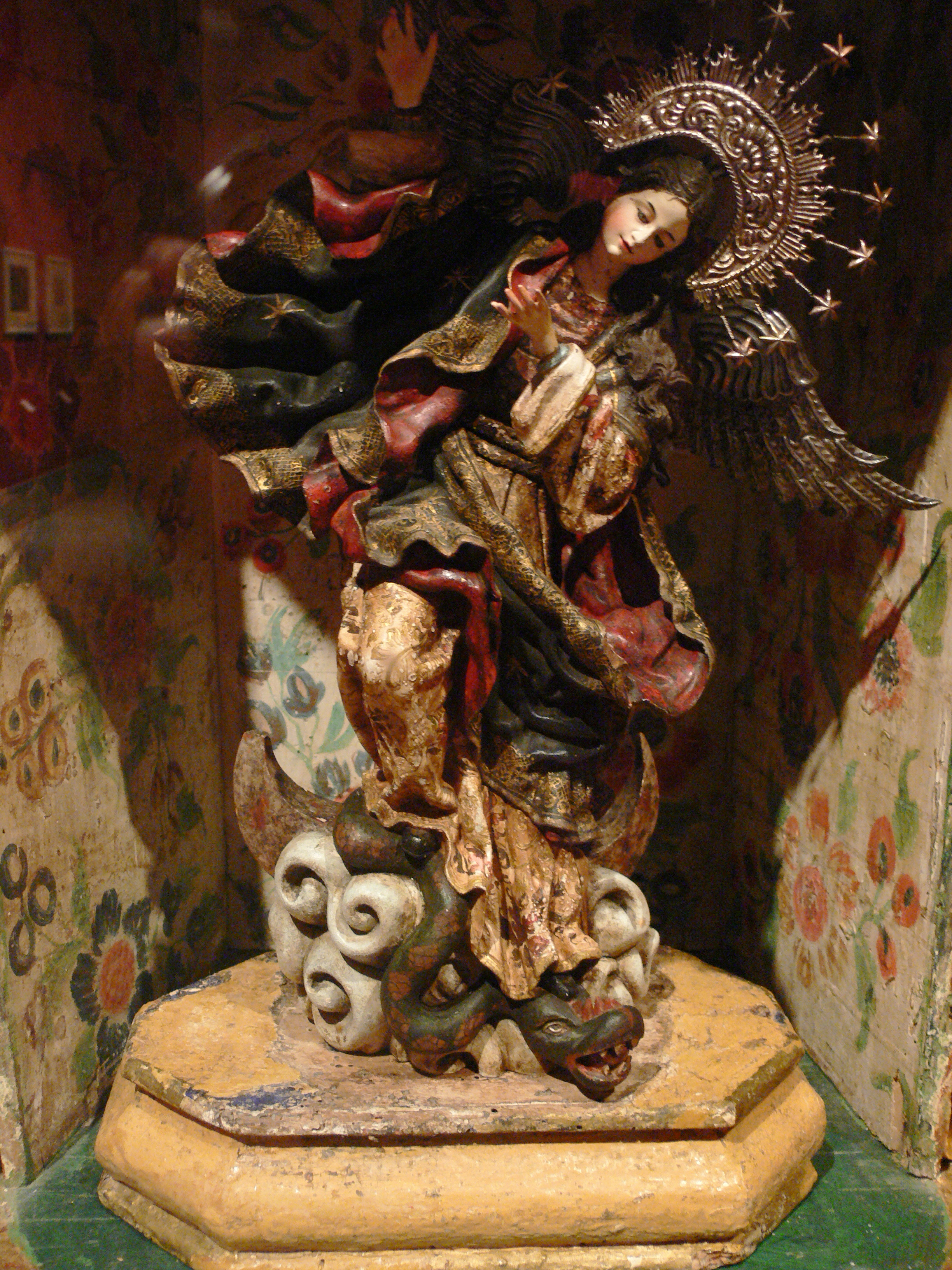
Богоматір Кіто, оригінальна (тобто головна та найдавніша) скульптура розташована на головному вівтарі цієї базиліки (це фото є колоніальною копією, виставленою в Німеччині).

У головному вівтарі Сан-Франциско, де домінує великий бароковий вівтарний образ і покритий сусальним золотом, виділяються скульптури «Богоматір Кіто» Бернардо де Легарда та «Хесус дель Гран Подер» отця Карлоса; обидва видатні члени колоніальної школи мистецтв Кіто.
Серед найбільш відомих скульптур комплексу Сан-Франциско ми маємо:
| Скульптура                                                                   | Художник                 | Зроблено в  |
| ---------------------------------------------------------------------------- | ------------------------ | ----------- |
| El Bautismo del Señor (Хрещення Господнє)                                    | Дієго де Роблес          | 16 століття |
| Хесус дель Гран Подер (Ісус великої сили)                                    | Отець Карлос             | 17 століття |
| Traición de Judas (Зрада Юди)                                                | Хосе Олмос «Пампіте»     | 17 століття |
| Virgen de Quito (Богородиця Кіто)                                            | Бернардо де Легарда      | 18 століття |
| El Calvario (Голгофа)                                                        | Бернардо де Легарда      | 18 століття |
| Сан-Педро-де-Алькантара (Святий Петро з Алькантари)                          | Мануель Чілі "Каспікара" | 18 століття |
| La impresión de las llagas de San Francisco (Відбиток ран святого Франциска) | Мануель Чілі "Каспікара" | 18 століття |
| Transit de la Virgen (Проїзд Богородиці)                                     | Мануель Чілі "Каспікара" | 18 століття |
| Virgen del Carmen (Діва Кармель)                                             | Мануель Чілі "Каспікара" | 18 століття |
| Сан-Хосе (Сент-Джозеф)                                                       | Мануель Чілі "Каспікара" | 18 століття |

Рухливість скульптури Богородиці Кіто, моделлю якої була б невгамовна дівчинка-племінниця скульптора, створює таку візуальну привабливість, що її копії стали символічним подарунком ради Кіто її іноземним гостям. Хесус дель Гран Подер є головною іконою однієї з двох найбільших релігійних процесій у Страсну п'ятницю в Еквадорі, яка об'єднує народні прошарки, в акті curucuhos і покутників, у найчистішому середньовічному стилі, нагадуючи іспанську Севілью.
Два бічні нави церкви заповнені скульптурами святих, розміщених на вівтарях, вкритих сусальним золотом, перед якими сотні вірних щодня стають навколішки, щоб благати чудесного «заступництва».

### Живопис
Монастирсько-клерикальний комплекс Сан-Франциско також є величезною художньою галереєю, в якій виставлені десятки картин відомих китайських і європейських художників, але його головна привабливість полягає в роботах, що належать до колоніальної школи мистецтв Кіто, стилю, який народився у дворах цього монастиря, і чия слава вийшла за межі, і сьогодні її можна знайти у важливих музеях по всьому світу.
Серед найактуальніших живописних робіт Сан-Франциско ми маємо:
| живопис                                               | автор                   | Зроблено в  |
| ----------------------------------------------------- | ----------------------- | ----------- |
| Третій порядок серія з 15 картин                      | Андрес Санчес де Галлке | 16 століття |
| Генеалогія францисканського ордену                    | Невідомий               | 16 століття |
| Святий Франциск Ассізький                             | Франсіско де Сурбаран   | 17 століття |
| Ісус засуджений до смерті                             | Мігель де Сантьяго      | 17 століття |
| Ісус із хрестом                                       | Мігель де Сантьяго      | 17 століття |
| Ісус падає втретє                                     | Мігель де Сантьяго      | 17 століття |
| Вероніка витирає обличчя Ісуса                        | Мігель де Сантьяго      | 17 століття |
| Спуск                                                 | Бернардо Родрігес       | 18 століття |
| Святий Каміллій де Лелліс                             | Бернардо Родрігес       | 18 століття |
| Непорочна, увінчана Пресвятою Трійцею                 | Бернардо Родрігес       | 18 століття |
| Чудеса святого Антонія Падуанського серія з 12 картин | Бернардо Родрігес       | 18 століття |

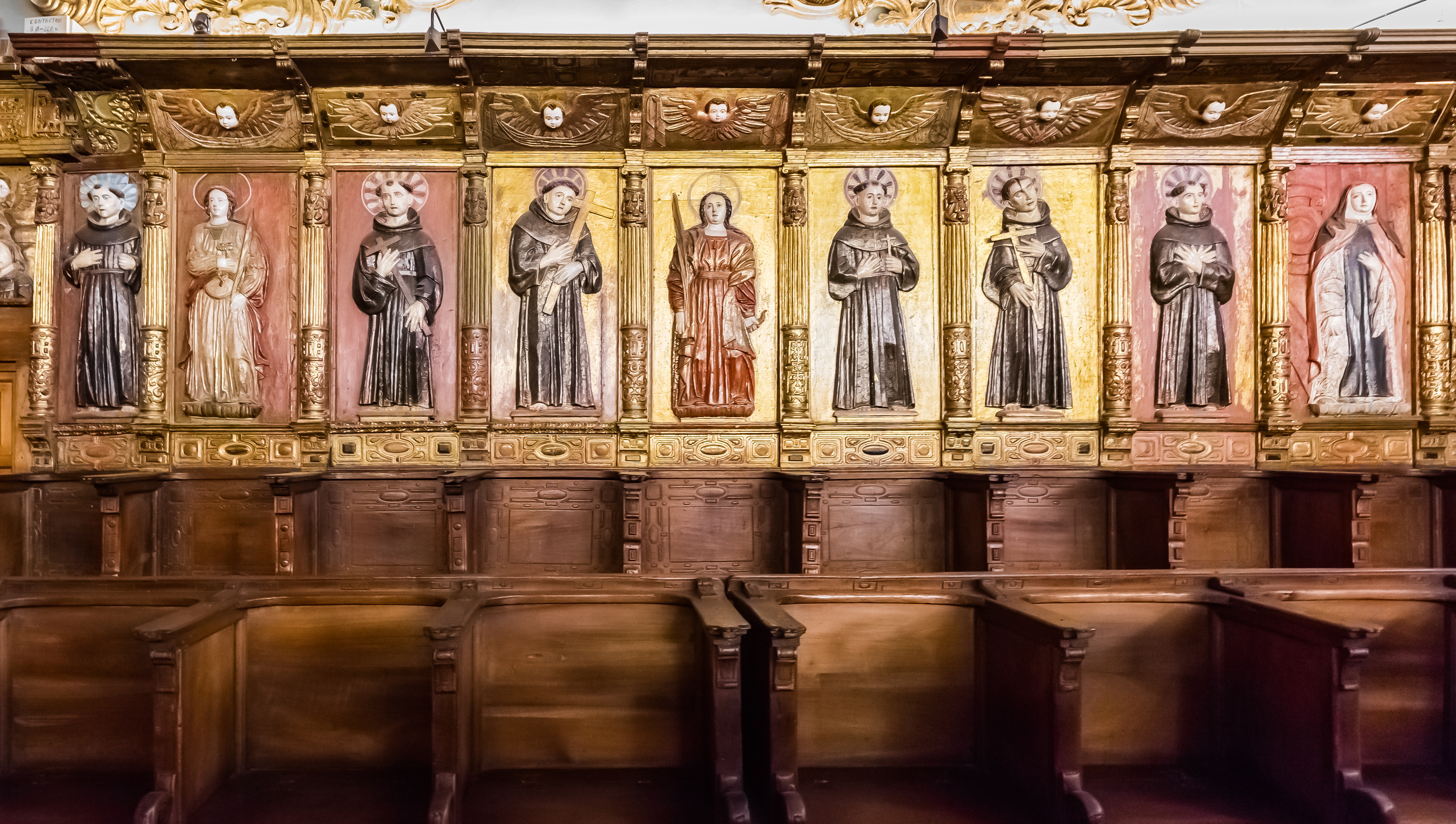
Хоча хори базиліки були зроблені на початку XVII століття, але належать до пізнього Відродження, скульптурні панелі яких вирізав кітоанський монах Хуан Бенітес.

У монастирі також зберігається серія із 16 станкових картин, виставлених у загуані, що відповідають 17 століттю і приписуються Мігелю де Сантьяго. Серія, відома як «Життя святого Франциска Ассізького», зі свого боку, це колекція з 27 великих станкових полотен, які приписуються різним художникам, які розташовані в коридорах головного монастиря.

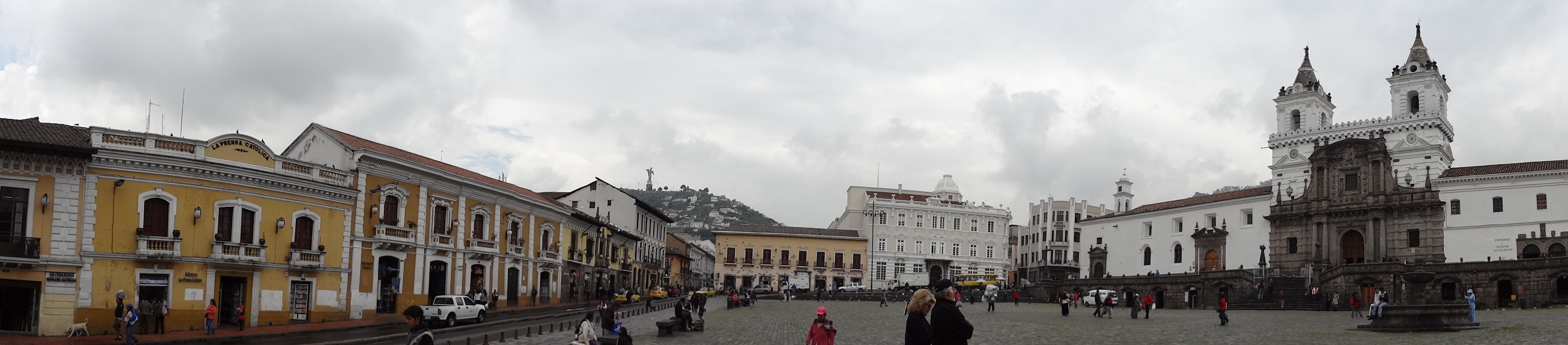
Площа Сан-Франциско (базиліка і монастир Сан-Франциско) в історичному центрі Кіто